# Villa Savoye
De Villa Savoye, ook bekend als Villa les Heures Claires geldt als het manifest van de Zwitserse architect Le Corbusier, pseudoniem van Charles Edouard Jeanneret. Dit bouwwerk betekende voor de architect tegelijkertijd een eindpunt in zijn oeuvre en sloot de zogenoemde periode van de witte villa's af.

## Situering
De in 1928-31 in gewapend beton gebouwde villa is gesitueerd in Poissy (Rue de Villiers 82), nabij Parijs en ontworpen als buitenhuis voor het weekeinde voor het echtpaar Savoye.

De villa is opgevat als een boîte en l'air steunend op vrijstaande kolommen op een grasveld van 7 ha, omzoomd door boompartijen. In dit verband zegt de ontwerper: La maison est posée sur l'herbe comme un objet, sans rien déranger (het huis staat als object op het gras, onbewogen).
 
Op de begane grond bevinden zich de hal, de dienstvertrekken en de garages. De ingang ligt aan de achterkant van het gebouw en keert zich alzo van de straat af. Achter de brede raamstroken op de eerste verdieping bevinden zich de woonruimten die via glazen schuifwanden toegang geven tot de terrastuin. De etages kan men via zachte hellingen en een wenteltrap bereiken. Het dak met de gewelfde betonnen wandschermen en het ingekaderd uitzicht op de Seine dient als zonneterras.

Tijdens de Tweede Wereldoorlog werd de villa beschadigd door de bezetter; na de oorlog is het geheel gerestaureerd en voor bezichtiging opengesteld.

Dit gebouw wordt ook de tempel van het machinetijdperk genoemd, vanwege de uitzonderlijke manier waarop de verkeersfunctie (het parkeren van een auto) op het gelijkvloers zichtbaar wordt gemaakt. Dit sluit aan op Le Corbusiers uitspraak: Une maison est une machine à habiter (Een huis is een levende machine).

## Vijf elementen van een nieuwe Architectuur
In dit gebouw paste de ontwerper zeer consequent zijn zelfbedachte vijf elementen voor een nieuwe architectuur toe. Deze theoretische onderbouw formuleerde Le Corbusier in 1927 als grondslag voor het nieuwe bouwen. Pierre Jeanneret, de neef van Le Corbusier, wordt in de oorspronkelijke literatuur ook vermeld als co-auteur, maar wordt in latere publicaties weggelaten. 
1. Het huis staat op zuilen (pilotis) waardoor de woning boven de vochtige grond ligt en de tuin tot onder het huis kan doorlopen.
2. Het dakterras maakt maximaal gebruik van het oppervlak (le toit-jardin)
3. Door het ontbreken van draagmuren is de woning vrij indeelbaar (het zogenoemde plan libre)
4. Doorlopende horizontale strookramen over de volle breedte zorgen voor een gelijkmatige verlichting en ventilatie (la fenêtre en longueur)
5. De vrije façade wordt niet beperkt door draagstructuren (la façade libre)

## Visie van Le Corbusier
De Villa Savoye is exemplarisch voor de architectuuropvatting van de ontwerper. Het geheel is als het ware als een lade ingeschoven in een licht hellend terrein. Alzo maakt het er deel van uit en toch staat het los van de natuur door de aangewende kolommen. Dit aspect wordt nog versterkt door de witte kleur.

Het gebouw illustreert ook Le Corbusiers stelling dat in elk gebouw een promenade architectural moet zitten, een route die zorgt voor de beleving van de verschillende ruimtes en inspireerde later vele ontwerpers onder wie Tadao Ando. Dit idee ontleende de ontwerper aan de klassieke Griekse tempelcomplexen.
Dit gebouw illustreert nadrukkelijk Le Corbusiers persoonlijke visie op architectuur wanneer hij zegt dat architectuur is: "Le jeu savant, correct et magnifique des volumes assemblés dans la lumière".

## Bouwgeschiedenis met data
- 1928 : Pierre Savoye en zijn vrouw stellen Le Corbusier aan als architect voor hun week-end huis. De ontwerper krijgt carte-blanche en de vorm van de villa als een doos op pijlers wordt aanvaard door de opdrachtgevers.
- 1929 : Aanvang van de bouwwerkzaamheden
- 1931 : De Savoyes verhuizen. Al vlug zijn herstellingswerkzaamheden tegen vochtindringing en verbetering van de verwarming nodig.
- 1940-1945 : De villa wordt ingenomen door de Duitse bezetter en naderhand door de geallieerden met aanzienlijke beschadigingen als gevolg.
- 1958 : De gemeente Poissy onteigende het gebouw met de bedoeling er een school te bouwen. De sloop dreigde. Er kwam massaal protest, onder meer door de Franse cultuurminister André Malraux.
- 1962 : De Franse staat neemt de villa over en onderneemt dringende instandhoudingswerkzaamheden.
- 1963 : Start van de restauratie van de villa door architect Jean Dubuisson
- 1965 : De villa wordt een geklasseerd monument
- Tussen 1985 en 1997: verdere restauratie door architect Jean-Louis Véret.
- 17 juli 2016 : Tijdens de 40e sessie van de Commissie voor het Werelderfgoed gehouden in Istanboel wordt dit bouwwerk van Le Corbusier samen met een aantal andere van zijn meest markante constructies onder de noemer Architecturaal werk van Le Corbusier erkend als UNESCO werelderfgoed en toegevoegd aan de werelderfgoedlijst.[2]

## Evaluatie

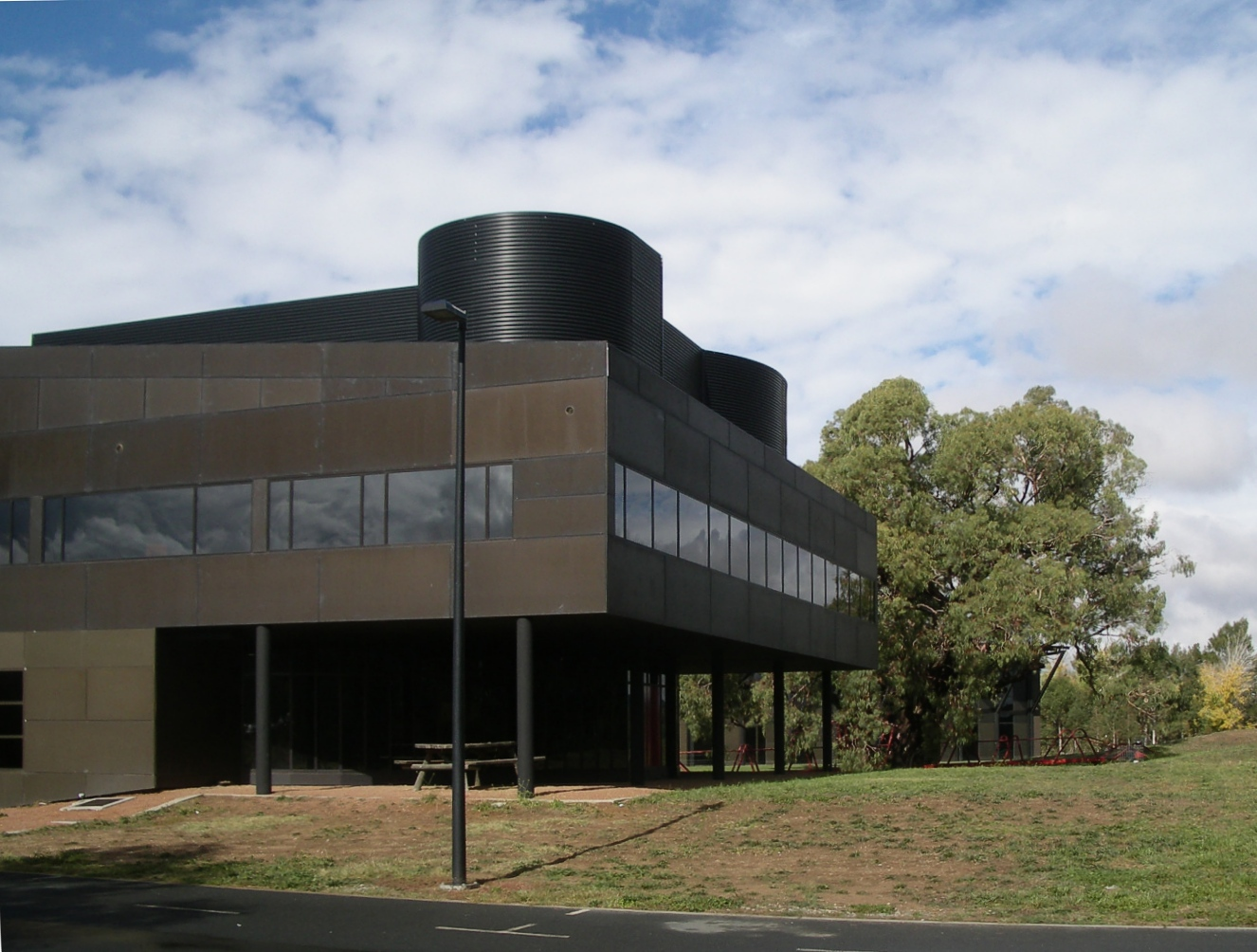
Australian Institute, Canberra

Buiten de schitterende kwaliteiten van deze villa was het behoorlijk ordenen van een plattegrond het zwakke punt van Le Corbusier. Zover dat deze villa bijna onmogelijk was om in te leven.

De architect wist de opdrachtgevers van deze villa ervan te overtuigen dat men in de 20e eeuw, het tijdperk van de machine, behoorde te leven in een zwevende witte doos en niet in een rustiek huis met puntdak, dat de opdrachtgevers oorspronkelijk voor ogen hadden. Al vlug na de oplevering van deze machine à habiter kwamen bouwtechnische fouten aan het licht. De platte daken begonnen te lekken met als gevolg vochtige slaapkamers. Volgens het echtpaar Savoye was dit de oorzaak van de bronchitis van de zoon des huizes, die na een tijdje in een sanatorium moest verblijven. De ontwerper antwoordde dat men niet te klagen had, immers ze woonden in een mijlpaal van de architectuurgeschiedenis die later door de groten der aarde zal bezocht worden. Zowaar een voorspelling die uitkomt.
Dit gebouw maakte in de jaren dertig in architectenkringen grote indruk met vele imitaties over de gehele wereld als gevolg. In een in 1947 door Colin Rowe geschreven essay met als titel The Mathematics of the Ideal Villa vergeleek de auteur de villa Savoye met Palladio's Villa Rotonda. De westelijke vleugel van het  Australian Institute of Aboriginal and Torres Strait Islander Studies in Canberra ontworpen door Ashton Raggatt McDougall is op de kleur en enkele details na een replica van de villa Savoye.
- Gemeinsame Normdatei: 4541621-7
- Système universitaire de documentation: 083804986
- Virtual International Authority File: 121149294304180521579

Mont-Saint-Michel en baai · Kathedraal van Chartres · Paleis en park van Versailles · Basiliek van Vézelay op de colline éternelle · Prehistorische locaties en beschilderde grotten in de Vézèrevallei · Paleis en park van Fontainebleau · Kathedraal van Amiens · Romeins theater en omgeving en de triomfboog van Orange · Arles, Romeinse en romaanse monumenten · Cisterciënzer Abdij van Fontenay · Zoutziederij Salins-les-Bains en Koninklijke zoutziederij Arc-et Senans · Place Stanislas, Place de la Carrière en Place d'Alliance in Nancy · Abdijkerk van Saint-Savin-sur-Gartempe · Golf van Porto: Calanches de Piana, Golf van Girolata, Natuurreservaat Scandola · Pont du Gard · Straatsburg: Grande-Île · Parijs: oevers van de Seine · Kathedraal Notre Dame, Abdij van Saint-Remi en Paleis van Tau in Reims · Kathedraal van Bourges · Historisch centrum van Avignon · Canal du Midi · Historische vestingstad Carcassonne · Nationaal park Pyrénées-Mont Perdu · Pelgrimsroutes in Frankrijk naar Santiago de Compostella · Historisch Lyon · Rechtsgebied van Saint-Émilion · Loiredal tussen Sully-sur-Loire en Chalonnes-sur-Loire · Provins, stad van middeleeuwse jaarmarkten · Le Havre, stad herbouwd door Auguste Perret · Belforten in België en Frankrijk · Bordeaux, Port de la Lune · Vestingwerken van Vauban · Lagunes van Nieuw-Caledonië: rifdiversiteit en ecosystemen · Bisschopsstad Albi · Pitons, cirques en "remparts" van het eiland Réunion · De Causses en de Cevennen, mediterraan agropastoraal cultuurlandschap · Prehistorische paalwoningen in de Alpen · Steenkoolbekken van Nord-Pas-de-Calais · Beschilderde grot van de Pont d'Arc, bekend als de Grotte Chauvet-Pont-d’Arc, Ardèche · De climats van de wijnstreek Bourgogne · Heuvels, huizen en wijnkelders van Champagne · Architecturaal werk van Le Corbusier · Taputapuātea · Tektonisch landschap Chaîne des Puys en Limagnebreuklijn · Franse Zuidelijke Gebieden en Zeeën · Historische kuuroorden van Europa (Vichy) · Vuurtoren van Cordouan · Nice, winterbadplaats aan de Rivièra  · Oude en voorhistorische beukenbossen van de Karpaten en andere regio's van Europa ·  Te Henua Enata - De Markiezeneilanden